# Taramosalata
La taramosalata (in greco ταραμοσαλάτα, in ebraico  איקרה ("icra"), in romeno salată de icre) è un piatto tipico della cucina greca, rumena, turca, bulgara e israeliana e fa parte dei mezze, antipasti diffusi in tutta l'area meridionale del Mediterraneo, spesso serviti su piattini.

## Preparazione
Tradizionalmente si prepara con il taramá che sono uova di carpa in salamoia, benché esistano varietà di altre specie, in particolare di merluzzo.
Le uova si mischiano con succo di limone, cipolle, aglio e olive.
Il colore può dipendere dal tipo di uova impiegate e può andare dal rosato fino al rosso, nella produzione di massa la taramosalata normalmente ha colore rosa dovuto all'aggiunta di coloranti; un tempo veniva utilizzata la tintura di cocciniglia.

## Consumo
Normalmente la taramosalata si mangia spalmata su una fetta di pane o verdure, come pomodoro, cetriolo od olive.

## Salată de icre

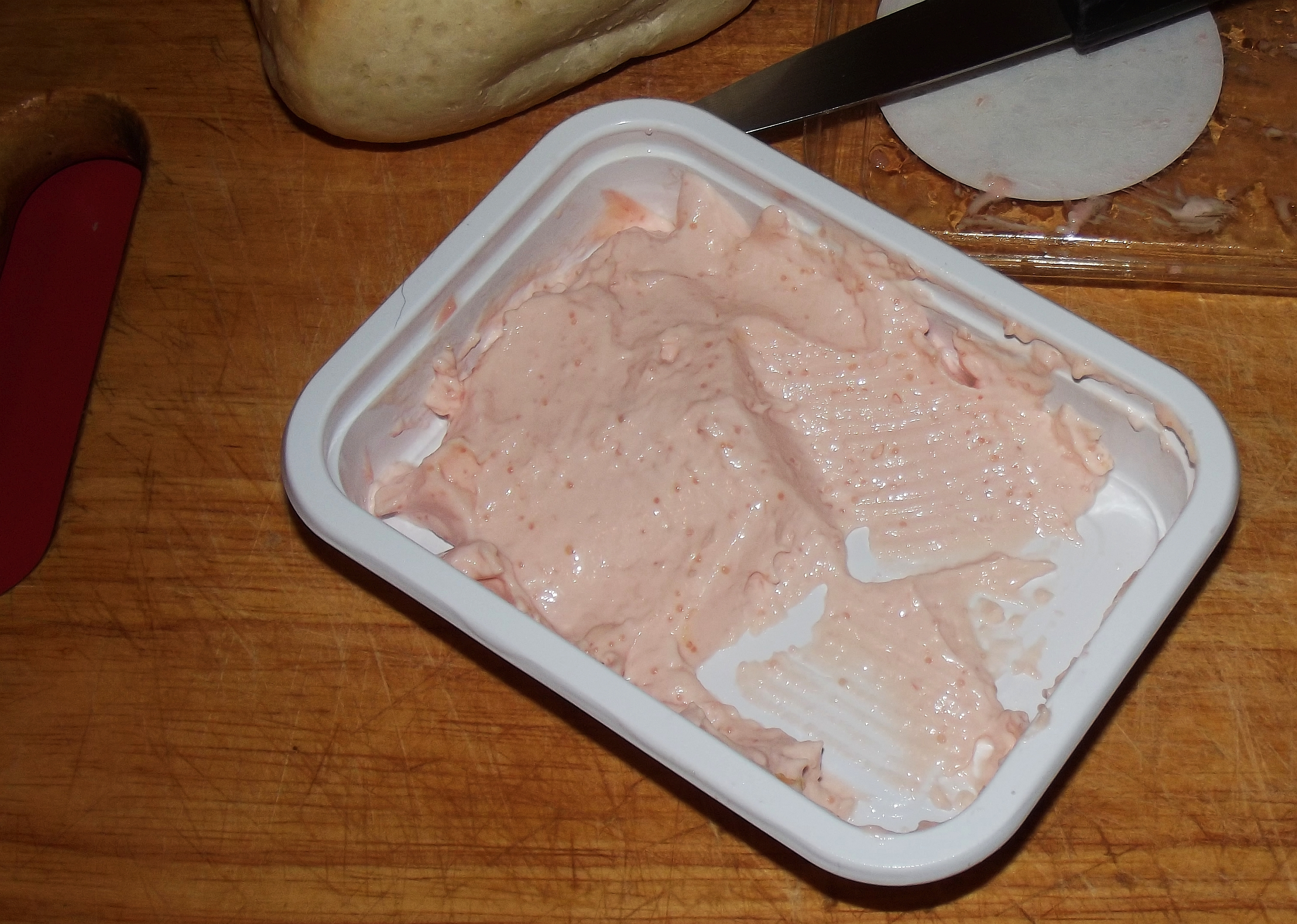
Salată de icre

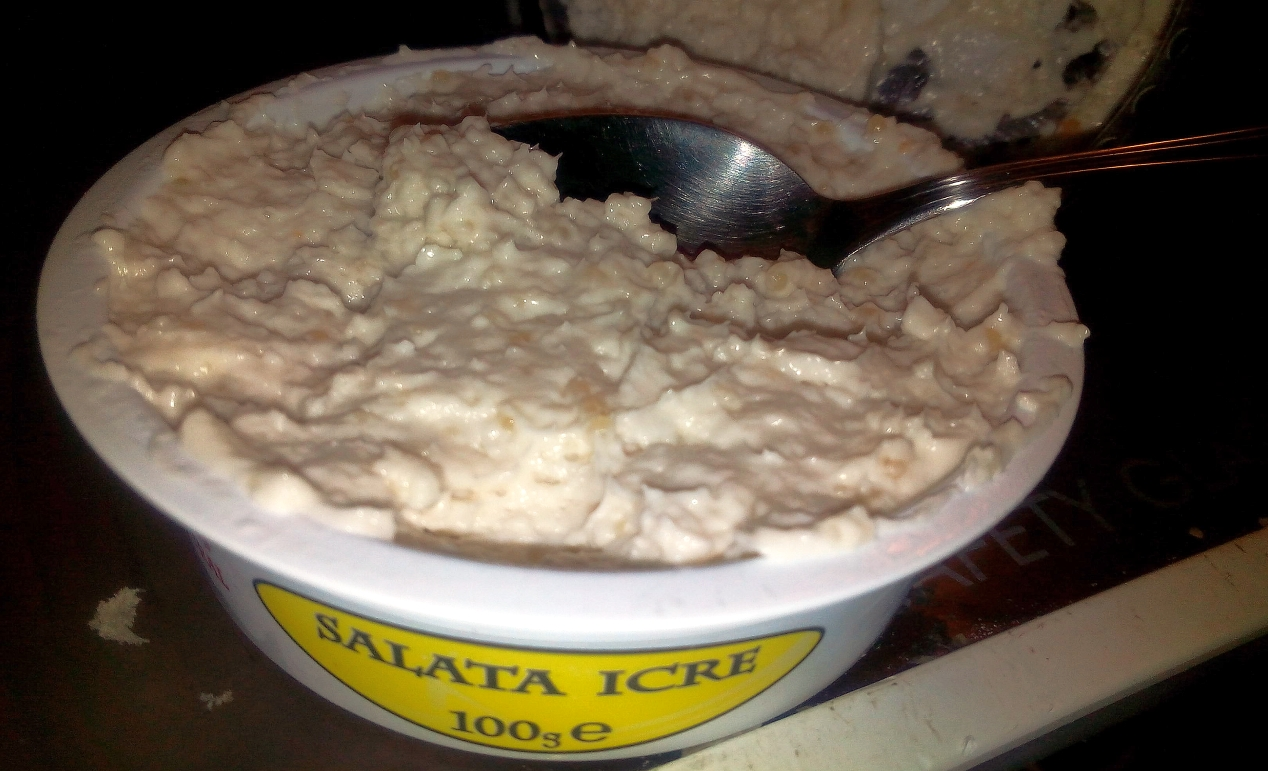
Salată de icre a base di uova di luccio

Piuttosto simile alla taramosalata è la salată de icre, letteralmente insalata di uova di pesce. Si tratta di una specialità romena di solito a base di uova di carpa e che viene anch'essa solitamente consumata spalmandola sul pane. Oltre alle uova di pesce rientrano nella preparazione olio di girasole, cipolla e succo di limone. Oggi viene spesso preparata industrialmente con l'aggiunta di agenti addensanti, ma in molte famiglie romene la si continua a produrre nel modo tradizionale. La variante a base di uova di luccio è considerata particolarmente pregiata.